# Shooting
Pour plus de détails, voir Fiche technique et Distribution.
Shooting est un film français en 3D relief réalisé par Jérôme Diamant-Berger, sorti en 2011.

## Synopsis
Eva (Julie Depardieu) est très excitée à l'idée de visiter l'atelier de son artiste préféré, Léo (Pierrick Sorin), qu'elle vient de rencontrer… Lui est intimidé, mais ravi de raconter enfin son projet de film à quelqu'un... Léo va faire jouer Eva, la faire rentrer dans sa mise en scène, la réduire comme une poupée dans son théâtre optique et incarner avec elle des personnages mythiques du cinéma muet : Chaplin, Pickford, Fairbanks…

## Fiche technique
- Titre : Shooting
- Réalisation  : Jérôme Diamant-Berger
- Société de production : Le Film d'Art
- Scénario : Jérôme Diamant-Berger
- Producteur : Jérôme Diamant-Berger
- Musique : Béatrice Thiriet
- Directeur de la photographie : Pierre Baboin
- Cadre Jean-Marie Boulet
- Son : Victor Gambier et Nicolas Dambroise
- Effets visuels : Christian Guillon et Christian Rajaud
- Montage et direction graphique :  Guillaume Diamant-Berger
- Stéréographe : Céline Tricart
- Costumes : Olivia Portaud
- Conception des décors Alban Guillemois
- Pays :  France
- Genre : comédie dramatique
- Durée : 13 minutes

## Distribution
- Julie Depardieu : Eva, Mary Pickford, une journaliste
- Pierrick Sorin : Léo, Chaplin, Fairbanks, DB Henri, un journaliste